# Microcharon agripensis
Microcharon agripensis is een pissebed uit de familie Lepidocharontidae. De wetenschappelijke naam van de soort is voor het eerst geldig gepubliceerd in 1995 door Galassi, De Laurentiis & Pesce.